# Саакян, Норайр Арташесович
Нора́йр Арташе́сович Саакя́н (арм. Նորայր Արտաշեսի Սահակյան; 7 октября 1987, Ереван, Армянская ССР, СССР) — армянский футболист, полузащитник.

## Клубная карьера
Норайр Саакян является воспитанником футбольной школы «Пюник». В 2004 году начал выступать в молодёжной команде клуба, а в следующем сезоне Саакян дебютировал в составе основной команды в Премьер-лиге. В «Пюнике» выступал вплоть до 2009 года. Выступал успешно, о чём говорять завоёванные золотые медали чемпионата, трофеи розыгрышей Кубков и Суперкубков. До 2009 года больше выступал в основном составе, а вот в 2009 году ситуация изменилась и Саакян потерял место основы, выходя на замены. В итоге после завершения чемпионата, Норайр Саакян вместе с Артаком Андрикяном, был выставлен на трансфер. А спустя несколько недель, игрокам предложило подписать контракты руководство ереванского «Улисса», в которых оба игра проводили свои тренировки. В середине чемпионата, после матча с «Микой», где Саакян вышел на поле на 46-й минут, из-за проблем с давлением упал в обморок. Как стало известно позднее, Саакян пришёл в норму, а после вернулся из больницы домой. После завершения сезона 2010 заключил очередной контракт с клубом.

## Достижения

### Командные достижения
«Пюник»
- Чемпион Армении (5): 2005, 2006, 2007, 2008, 2009
- Обладатель Кубка Армении (1): 2009
- Финалист Кубка Армении (1): 2006
- Обладатель Суперкубка Армении (2): 2006, 2007
- Финалист Суперкубка Армении (2): 2008, 2009

«Улисс»
- Чемпион Армении (1): 2011
- Бронзовый призёр Чемпионата Армении (1): 2010